# リーボック
リーボック（Reebok International Limited、[ˈriːbɒk]）は、アメリカのフットウェア・衣料品会社。フィットネス、ランニング、クロスフィットのスポーツウェア（衣料品やフットウェアを含む）を製造・販売している。
1900年創業のJ・W・フォスター社に端を発し、「THE PUMP TECHNOLOGY」「INSTA PUMP SYSTEM」や衝撃吸収の「DMX」「3DMX」の開発により「機能性の高い製品開発に長けた企業」という認知を得る。また、1980年代のフィットネスブームのきっかけとなったエアロビクスシューズ「フリースタイル」などのヒットによって、最盛期には北米の大手スポーツ用品ブランドの中で1、2位を争うまでの規模を誇った。2022年、ブランド管理会社オーセンティック・ブランズ・グループの子会社となった。
グローバルのブランドメッセージは「YOUR MOVE」。スポーツ用品を取り扱う以外に、フィットネスプログラムの提供なども行う（2009年に世界的エンターテイメント集団「シルク・ドゥ・ソレイユ」と共同開発したジムワークアウト「Jukari Fit to Fly（ジュカリ・フィット・トゥ・フライ）」を発表）。日本国内では「タイカン」「リーボック・ハローキティ」など独自製品の開発・販売も行うとともに、消費者参加型のランニング・ウォーキングイベント「リーボック・ランナーズ」を開催する。

## 歴史

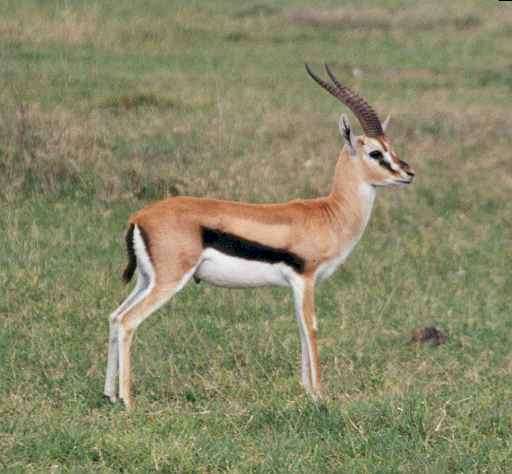
社名になったリーボック（英名：ガゼル）

- 1895年 陸上選手でもあったジョセフ・ウィリアム・フォスターが靴底に釘を打ち付けた「フォスター・デラックス・スパイク」を製作。
- 1900年イギリスで「J・W・フォスター社」を設立。イギリスの陸上大会で同社のスパイクを履いたアルフ・シュラブが3つの世界記録を打ち立てる。
- 1924年 「フォスター・ポンプ」を履くイングランドのハロルド・エイブラハムスとスコットランドのエリック・リデルがパリ五輪でそれぞれ金メダルを取る。これによりシューズメーカーとしての地位を固める。
- 1958年 社名を「リーボック（俊敏さをイメージさせるガゼルのアフリカ現地名）」に変更するとともに、陸上競技以外のシューズも手がける。
- 1979年 アメリカにおける販売権を得てランニングシューズの販売を開始。
- 1982年 エアロビクスシューズ「フリースタイル」をリリース。世界的なヒット商品となった。
- 1986年 スポーツ用品ブランドとして全米ナンバーワンの売り上げを達成する[2]。
- 1989年 ジン・ミラーと共同開発のフィットネスプログラム「ステップリーボック」を発表。バスケットシューズ「ザ・ポンプ」をリリース。
- 1989年 スポンサードしていたハセミモータースポーツの長谷見昌弘が、JTCシリーズチャンピオンを獲得した。
- 1991年 1989年に続いて長谷見が2度目のJTCシリーズチャンピオンを獲得した。
- 1992年 ルイジアナ州立大学からNBAのオーランド・マジックにドラフト全体1位で指名されたシャキール・オニールと大型契約を結ぶ。以後、オニールはリーボックの『顔』として長期に渡って活躍した。
- 1994年 ランニングシューズ「インスタ・ポンプ・フューリー」をリリース。
- 2002年 フットウェア＆アパレルコレクション「RBK」を発表。
- 2005年 業績低迷を止められず、アディダス社の傘下に入る。以降は同社の一ブランドとして展開。
- 2007年 ランニングシューズ「タイカン」をリリース。
- 2009年 ウォーキングシューズ「イージートーン」をリリース。ジムワークアウトプログラム「Jukari Fit to Fly（ジュカリ・フィット・トゥ・フライ）」を発表。ハローキティとのコラボアイテム「リーボック・ハローキティ」をリリース。
- 2012年 2011年までNFLの公式アパレルであったが、この年よりナイキに変更された。[3]
- 2013年 Reebok CLASSICのアンバサダーに水原希子を採用。
- 2014年 Instapump Furyの生誕25周年を記念して当時のスペックで続々と復刻モデルを発売。90年代当時のファンや若者の間で大きなブームとなる。ミランダ・カーをグローバル アンバサダーとして採用し、ウォーキングシューズ「リーボック・スカイスケープ」をリリース。
- 2015年 Reebok CLASSICのアンバサダーに玉城ティナを採用。The Pump機能を搭載した次世代型ランニングシューズ「ジーポンプ フュージョン」をリリース。
- 2021年 アディダス社は業績不振が続いていたリーボックを好転させることができず、売却する方針を発表[4]。同年8月、オーセンティック・ブランズ・グループ（英語版）が買収する事になった[5]。2022年3月1日、買収が完了した。
- 2022年、伊藤忠商事がリーボックの日本国内における販売権およびライセンス権を取得。ロコンドとの合弁会社、RBKJ株式会社を設立しアディダスジャパンから国内事業を継承した。

## 主なシューズ

### フリースタイル (FREESTYLE)
1982年、アッパーに衣料用のガーメントレザー（天然皮革）を初めて採用したエアロビクスシューズ「フリースタイル」をリリース。これ以前に同競技の使用に満足できるシューズはなく、当時のエアロビブームとあいまって、リーボックを代表するヒット商品となった。また、当時タイアップ契約を結んでいた女優のシビル・シェパードが、鮮やかなオレンジのフリースタイルを履いて1985年のエミー賞授賞式に出席して話題を呼んだことや、ニューヨークのOLの通勤靴としても支持されたことなどをきっかけに「普段も履ける靴」という認知が広まった。これまでにも数多くのデザインが誕生しており、シンプルなものからポップ、さらには奇抜なものまでと、豊富なバリエーションにより幅広いターゲットやさまざまな利用シーンへの対応を可能にしている。

### ザ・ポンプ (THE PUMP)
1989年リリース。靴本体に装着されたポンプを指で押して空気を送り込む機構「THE PUMP TECHNOLOGY」を取り入れることで、足全体（ただし、つま先を除く）で高いフィット感が得られるとしたバスケットシューズが「ザ・ポンプ」。機構名がそのままモデル名となっている。発売当初、同様の機構を持つ他社製品の8〜10倍の売り上げを記録し、当モデルのスマッシュヒットをきっかけにランニング・テニス・エアロビクス・クロストレーニング・アウトドアシューズでもTHE PUMP TECHNOLOGYを採用した製品がリリースされた。2009年には発売20周年を迎える。

### インスタポンプ・フューリー (INSTAPUMP FURY)
ポンプチェンバー（空気室）がアッパーの一部となることで、フィット感の向上と軽量化を達成したとする「INSTA PUMP SYSTEM」を発表。同機構を備えた「インスタ・ポンプ・フューリー」が、1994年にランニングシューズとして初登場した。機能とともに奇抜なデザインも消費者に受け入れられ、ナイキの「エア・マックス」とともに「90年代に興ったハイテクスニーカーブームの立役者」という評価を得る。現在もさまざまなデザインの製品がリリースされている。

### タイカン（TAIKAN）
2007年12月にリリースされたランニングシューズ「タイカン」は、日本陸上競技連盟女子長距離マラソン強化部長・金哲彦が推奨するランニング法「体幹ランニングをサポートするシューズ」というコンセプトのもとに開発された。シューズと走法のマスターで「地面からの反発力が利用できる」「脚の筋肉だけに負担が集中しないので足腰の故障が防げる」「体の筋肉をフル稼動できスピードアップする」「消費エネルギーが増えダイエットに効果的」という4つの効果が得られるほかに、美しいランニングフォームが身につくとしている。

### イージートーン (EASYTONE)
美脚、ヒップアップなどの美容効果を前面に押し出した女性向けシューズ「イージートーン」を2009年2月に全世界に向けてリリース。ショッピングや通勤・通学、散歩など日常生活でのより多くのカロリー消費を可能にするとしている。最大の特徴は「バランスポッド」と呼ばれる空気が注入されたソールで、ソフトなクッションの上に載ったような微妙な不安定さは、ハムストリング筋、腓腹筋、大臀筋など美脚、ヒップアップに欠かせない筋肉を鍛えるとしている。しかしアメリカ連邦取引委員会(FTC)は、リーボックが2009年から展開した「イージートーンを履いて歩くと、他の運動靴と比べヒップが28%引き締まり、腓腹筋の筋肉が11%多くつくことが証明された」という広告には科学的根拠がなく、機能を過大に表示していると指摘し、2011年9月にリーボックは2500万ドル(約19億円)を支払うことで和解した。リーボックはイージートーン製品を購入した人への返金に応じている。

### スカイスケープ (Skyscape)
わずか139 グラム*1 と、履いていることを思わず忘れてしまうような軽さを実現。マシュマロのようにふんわりとした新感覚のシューズで、アッパーはブラジャー素材で作られている。シームの少ない伸縮性に優れたストレッチ素材が足全体をやさしく包み込むと同時に、通気性にも優れている。また、ソールにもピローのようなクッション性の高い素材を使用し、長時間履いても快適な履き心地が持続。
また、ミランダ・カーを、グローバルアンバサダーに起用し、世界中で様々なプロモーションを実施。

### ベンチレーター (VENTILATOR)
ランニングの記録保持者だったエド・アイストーン氏とアルトゥーロ・バリオス氏を共同開発者に迎え、＜より軽量＆より速く走れるプロダクト＞というテーマを追求して作られたランニングシューズ。日本語で「送風機」という意味の名称の通り、サイドに搭載されたウィンドウメッシュによって実現された高い通気性が特徴で、そもそも通気性がシューズのテクノロジーとして認識されていなかった当時においては、極めて斬新で高機能のランニングシューズとして存在感を示した。また、クッショニングには、NASAなどとともに高性能素材を開発していたHEXCEL社とリーボックが共同で開発した軽量の衝撃吸収素材「Hexalite（ヘキサライト）」を採用し、さらに土踏まずにあたるアーチ部分には耐久性の高い熱可塑性ポリウレタンエラストマー（TPU）というプラスチックパーツを搭載することで、着地から蹴り出しの安定性を高めスムーズな足運びを実現。

## ウェア

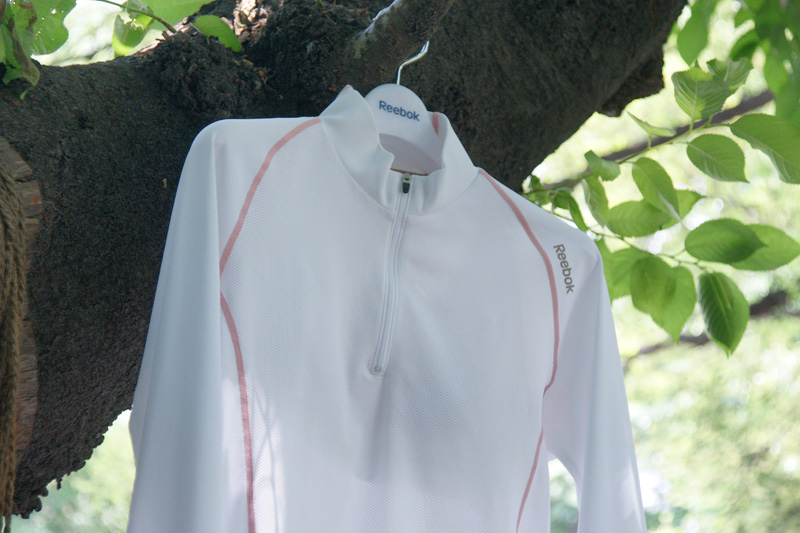
タイカン

他のスポーツ用品ブランド同様、吸湿発熱・衣服内温度調整・帯電防止などの高機能繊維を多くの製品で採用している。競技カテゴリに分類される製品は「フィットネス」「ランニング」「バスケットボール」があり、このほかに「スポーツファッション」「ストリートファッション」など幅の広いカテゴリに分類される製品もある。特徴的なものとしては「タイカン」のランニング時の姿勢をサポートするウェアや、「ハローキティ」や「シルク・ドゥ・ソレイユ」とのコラボ製品などが挙げられる。

### ウェアの主な機能表示
| 名 称       | タグの色 | 概 要 |
| ----------- | -------- | --- |
| PLAY SHIELD |          | 外気に対して壁の役割を果たす表地と通気性が高く摩擦を抑える裏地などの採用により、悪天候下においてもユーザーの運動性能を最大限引き出すとした製品。 |
| PLAY WARM   |          | 湿気の分散と熱エネルギーの消費を抑える機能・構造により、身体を暖かく衣服内環境を快適に保つとした製品。                                           |
| PLAY DRY    |          | 汗や余分な熱の発散を促進することで、体力の消耗を抑えるとした製品。                                                                               |

## リーボック・ハローキティ (Reebok×Hello Kitty)
ハローキティ生誕35周年を記念して生れたコラボレーションライン。キャラクターやリボンをあしらった「リーボック・ハローキティ」を2009年9月にリリースした。スポーツカジュアルのラインナップには、「パーカー」「ワンピース」「Tシャツ」「パンツ」「シューズ」がある。販売は日本国内のみとなっている。

## 逸話など
- リーボックランナーズの初回イベントは2008年12月に神奈川県鎌倉市七里ヶ浜で行われた[9]。

- 1924年のパリオリンピックにおいてJ.W.フォスター社のシューズを履いたハロルド・エイブラハムスとエリック・リデルが金メダルを獲得するストーリーは「Chariots of Fire（邦題：炎のランナー）」として映画化、1981年に公開された[2]。
- 2010年、「TAIKAN」の宣伝のためにラジオ体操のパロディである「ラヂオ体操第4」の動画を配信したところ、大変話題になった。NHKには許可を得ないで作成したとのことだが、あさイチで取り上げられ、本家のお墨付きを得た(参照)。

## スポンサーシップ
※西暦は契約年

自動車競技

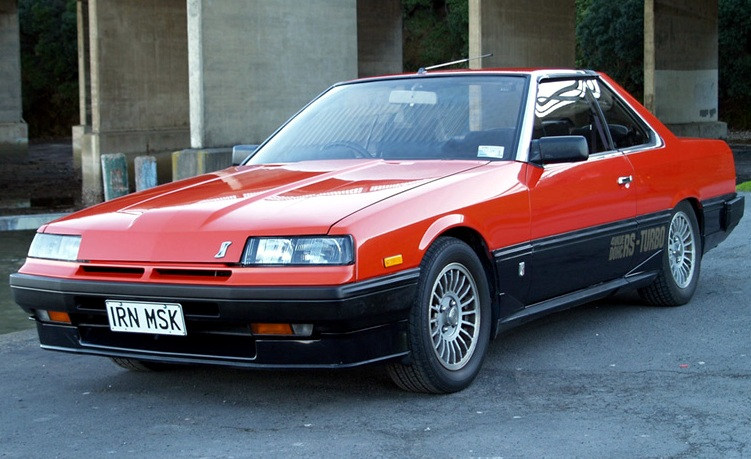
DR30 SkylineRS-Turbo

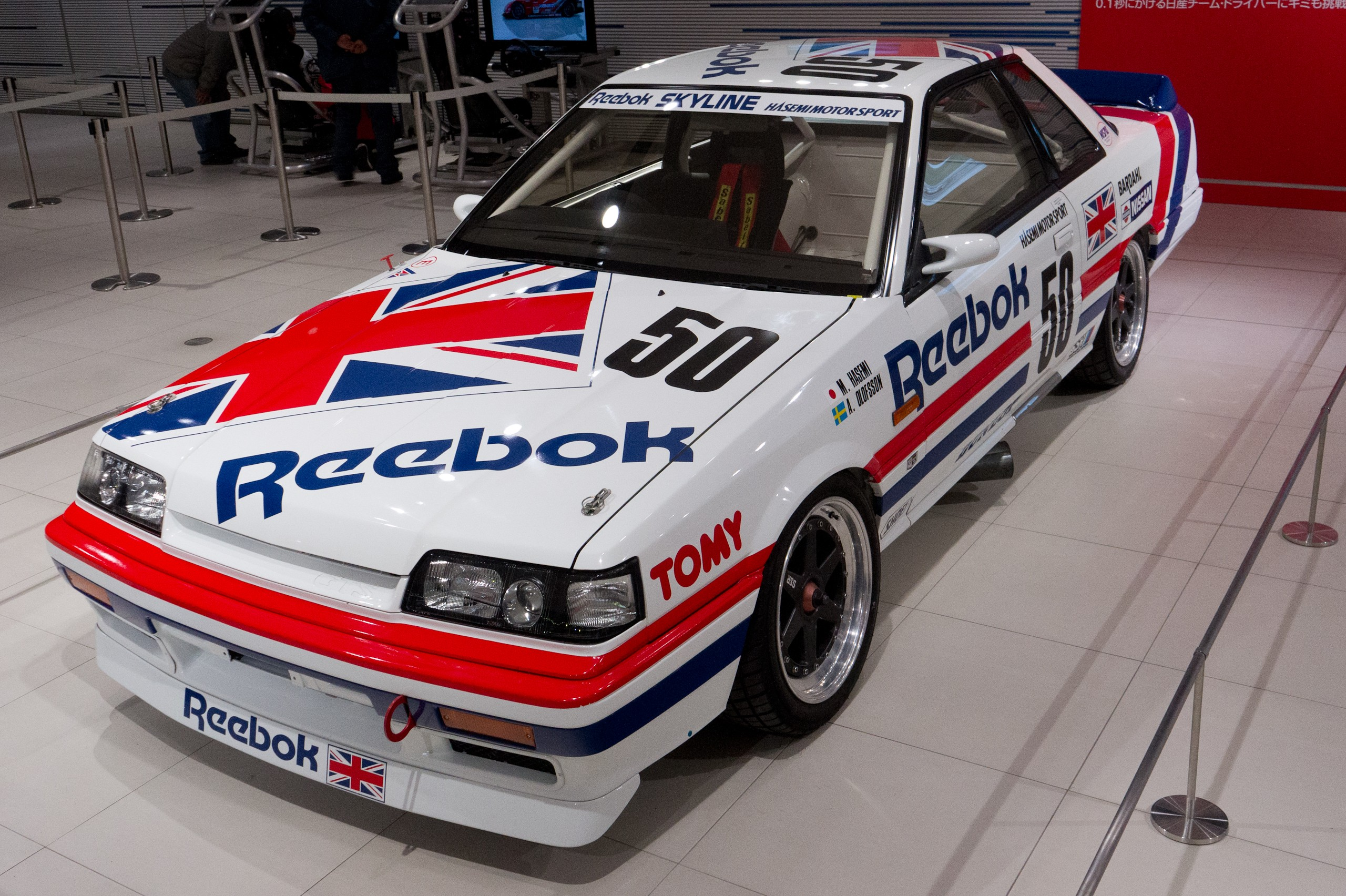
HR31 SkylineGTS-R

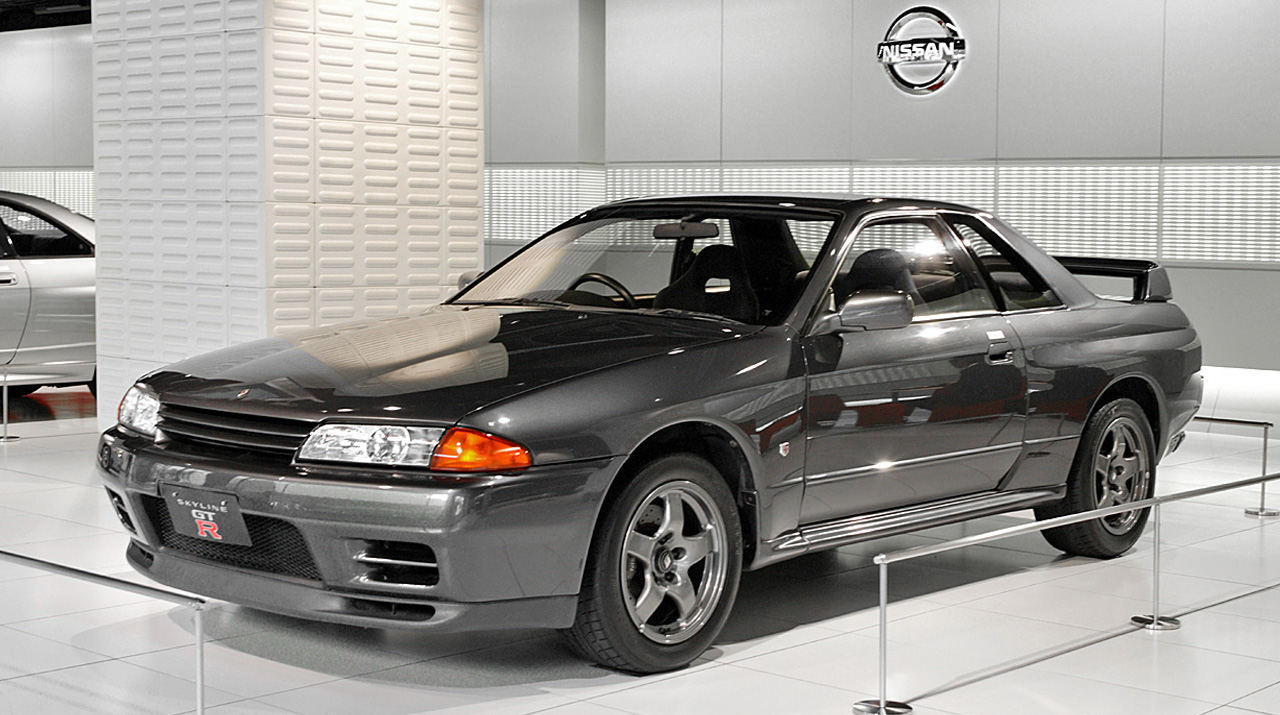
BNR32 SkylineGT-R

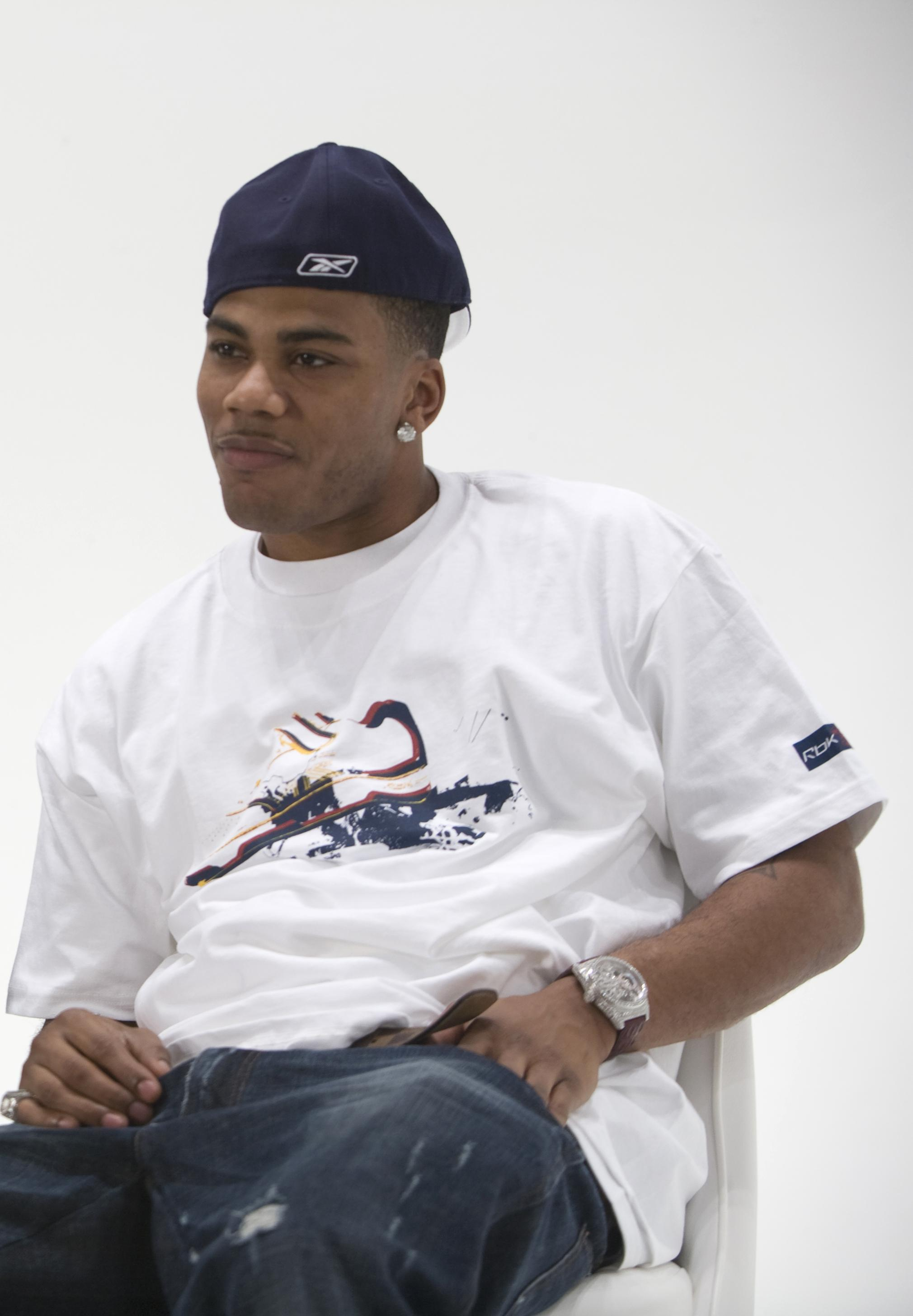
ネリー (ラッパー)

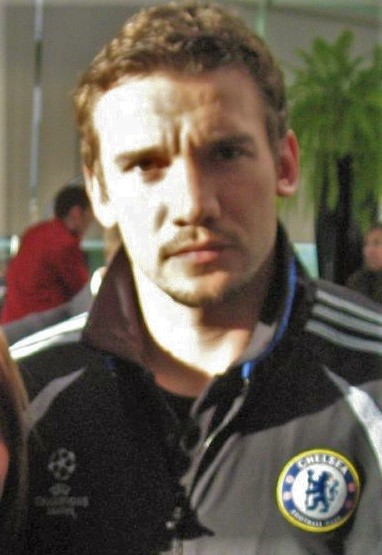
アンドリー・シェフチェンコ

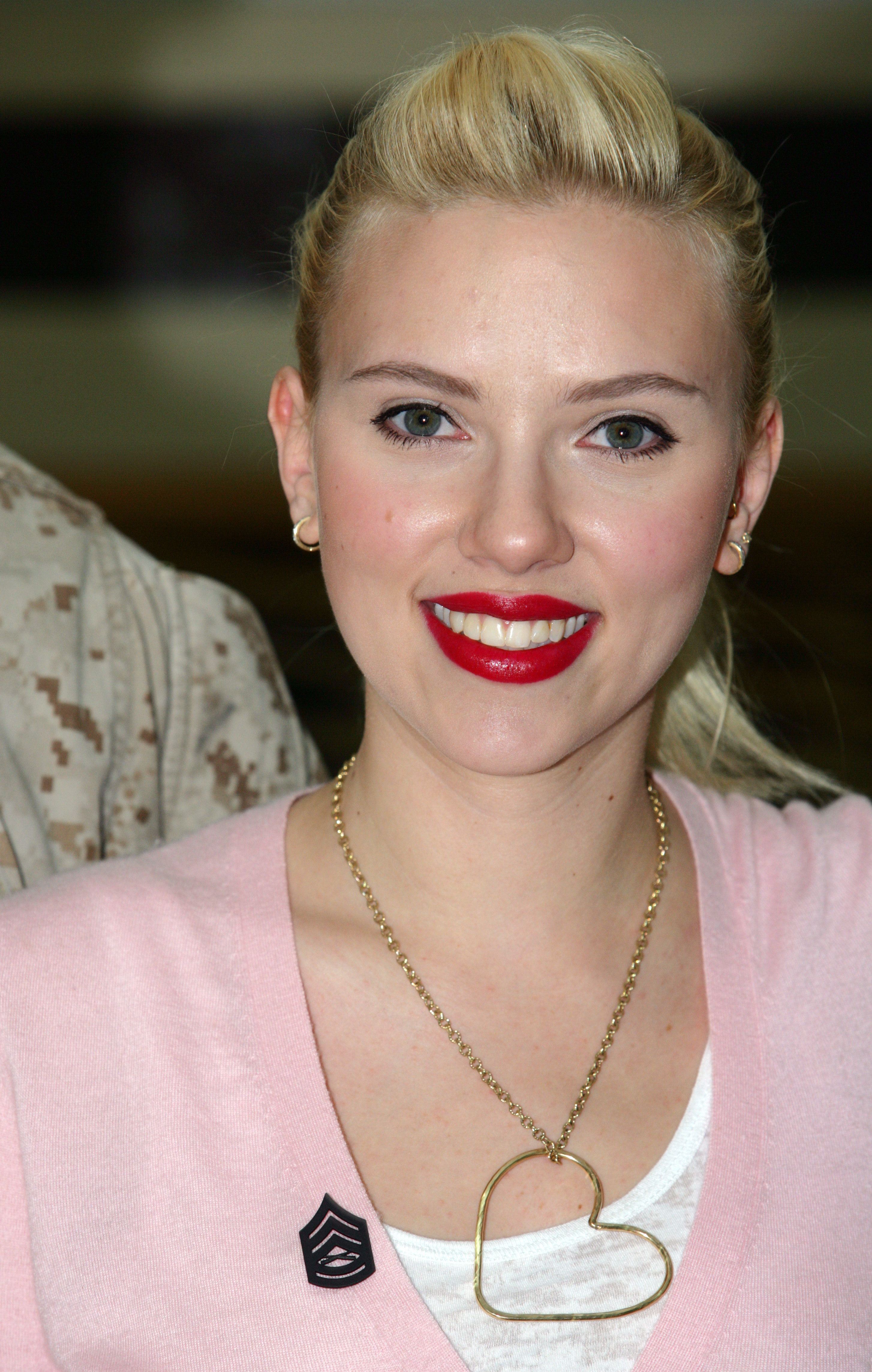
スカーレット・ヨハンソン

- 1988年〜1991年に亘って、全日本ツーリングカー選手権(JTC)に日産の車輌で参戦するハセミモータースポーツにスポンサードしていた。

1988年

チーム　ハセミモータースポーツ

ドライバー　長谷見昌弘/高橋健二

使用車両　DR30型日産・スカイラインRS-Turbo / HR31型日産・スカイラインGTS-R

1989年

チーム　ハセミモータースポーツ

ドライバー　長谷見昌弘/アンデルス・オロフソン　※長谷見昌弘が、JTCシリーズチャンピオンを獲得。

使用車両　HR31型日産・スカイラインGTS-R

1990年

チーム　ハセミモータースポーツ

ドライバー　長谷見昌弘／アンデルス・オロフソン

使用車両　BNR32型 日産・スカイラインGT-R

1991年

チーム　ハセミモータースポーツ

ドライバー　長谷見昌弘／アンデルス・オロフソン　※長谷見昌弘が、JTCシリーズチャンピオンを獲得。

使用車両　BNR32型 日産・スカイラインGT-R

人物

2005年
- ニコル・バイディソバ（テニス）[10], スティービー・ウィリアムス（スケートボード）[11], ネリー（歌手）[12]

　　酒井“ウィリアム”悠真
2006年
- 山本“KID”徳郁（総合格闘家）[13], アンドリー・シェフチェンコ（サッカー）[14], ティエリ・アンリ（サッカー）[15], スカーレット・ヨハンソン（女優,歌手）[16],安田愛（元NFLチアリーダー）

2013年
- ジョニー・ヘンドリックス（総合格闘家）, ジェイミー・ヴァーナー（総合格闘家）

2014年
- ジョン・ジョーンズ（総合格闘家）, アンソニー・ペティス（総合格闘家）, ロンダ・ラウジー（総合格闘家）, コナー・マクレガー（総合格闘家）, ペイジ・ヴァンザント（総合格闘家）

2015年
- ヨアナ・イェンジェイチック（総合格闘家）, ローリー・マクドナルド（総合格闘家）, ハビブ・ヌルマゴメドフ（総合格闘家）, クリス・ワイドマン（総合格闘家）

2016年
- ジョゼ・アルド（総合格闘家）, ホナウド・ジャカレイ（総合格闘家）, トーマス・アルメイダ（総合格闘家）, フェリペ・アランテス（総合格闘家）

組織・大会

2007年
- LEGEND（ストリートボールリーグ）[17]

2009年
- シルク・ドゥ・ソレイユ（エンターテイメント）[1]

2014年
- UFC（総合格闘技団体）[18]

## 不祥事
2024年、B'z稲葉浩志とコラボしたスニーカーに製法不良がありリーボックはこれを認め謝罪した。「インスタポンプフューリー94マグマ」を2万7500円で販売したが、中国製のものに不良品があった。